# Rincevent

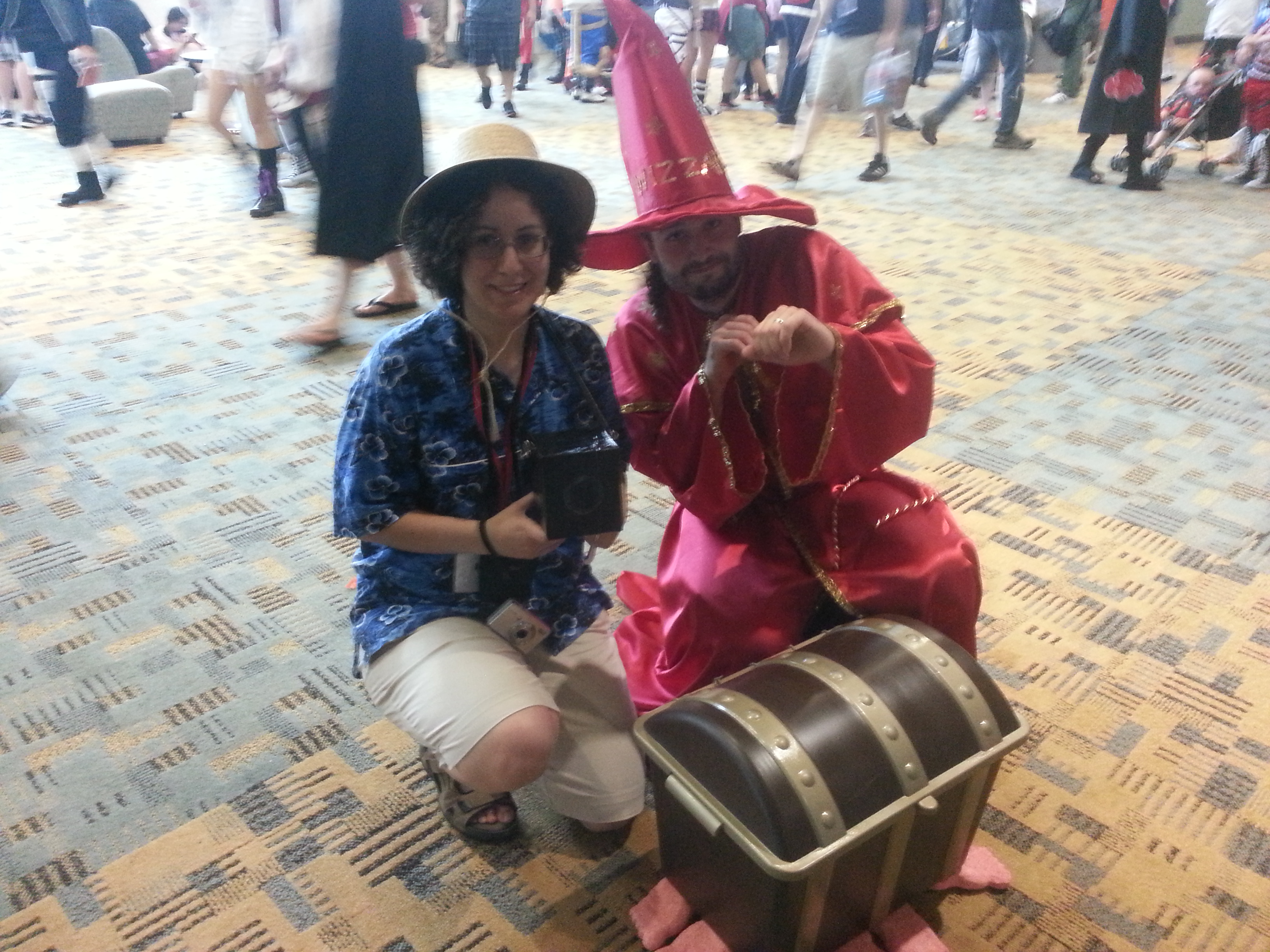
Rincevent et Deuxfleurs.

Rincevent (Rincewind en anglais) est un des personnages centraux de l'univers de fiction de la série des Annales du Disque-monde, de Terry Pratchett.

## Caractéristiques du personnage
Le personnage de Rincevent apparaît dès le premier livre des annales, La Huitième Couleur, où il est chargé de veiller sur Deuxfleurs, le premier touriste du Disque. C'est un mage raté, ancien étudiant de l'Université de l'Invisible d'Ankh-Morpork. Il est décrit comme maigre, jeune et vêtu d'une robe rouge mitée et délavée. Contrairement aux autres mages, il ne fume pas, et ne fait pas de magie. Le mot « MAJE » (« WIZZARD » en anglais) est brodé sur son chapeau, auquel il tient beaucoup car indicateur de sa fonction. Josh Kirby, le premier illustrateur des couvertures des Annales du Disque-Monde, le dessina cependant comme un mage âgé aux cheveux blancs et longs.
Il est incapable de pratiquer le moindre sortilège, car à la suite d'un pari entre étudiants, il est allé jeter un œil sur l'In-Octavo, le grimoire du Créateur du Disque-monde. L'un des huit sortilèges majeurs s'est alors échappé et caché dans sa tête. Personne n'a jamais réussi à l'en faire sortir, les hautes éminences de l'université de l'invisible en ont conclu que ce puissant sortilège faisait fuir tous les autres. Ayant conséquemment échoué aux examens de l'Université, il n'a toutefois pas pu être exclu en sa qualité de réceptacle du Huitième Sortilège. Il s'est plus ou moins autoproclamé mage. Il prononce finalement le sortilège dans Le Huitième Sortilège, il s'en voit enfin débarrassé. C'est à la fin de ce tome que Deuxfleurs lui offre le Bagage, un coffre magique très protecteur qui le suit partout monté sur ses centaines de petites jambes.
Rincevent possède un don pour les langues et parle de nombreux idiomes et dialectes du Disque qui lui permettent de se faire comprendre quand il supplie « ne me tuez pas ! ». Il se retrouve constamment dans des situations dangereuses, et sa solution personnelle à tous les problèmes est la fuite. Sa vitesse surprend toujours ses poursuivants, il en a tiré au fil de ses aventures une véritable philosophie de vie. Ainsi, Terry Pratchett écrit que Rincevent, fataliste, a fini par conclure qu'à chaque fois que les choses semblent s'améliorer pour lui, une pirouette du destin le précipite dans une nouvelle situation où il risque sa vie. C'est l'un des pions préférés de la divinité appelée « la Dame » qui incarne la chance, dans ses parties contre le Destin. Il est donc souvent contraint de participer à de grandes aventures et de se retrouver en position de héros malgré lui. Il sauve ainsi plusieurs fois le Disque-monde, la ville d'Ankh-Morpork, etc.

## Apparitions dans les romans
Rincevent est le personnage principal de nombreux romans du disque. Il apparaît dans les romans suivants :
- la Huitième Couleur et le Huitième Sortilège : il est le personnage principal des premiers romans dans lesquels il visite le disque accompagné de Deuxfleurs.
- Mortimer : il fait une courte apparition lorsque l'action se déroule à l'université de l'Invisible.
- Sourcellerie : il fuit en Klatch et sauve malgré tout le monde grâce à une demi-brique et une chaussette. Il reste alors coincé dans les Dimensions de la Basse-Fosse.
- Faust Éric : invoqué, il est pris à tort pour un démon qui doit exaucer les vœux de son invocateur. Ceux-ci vont l'amener dans la jungle, à être impliqué dans le conflit entre la cité d'Éphèbe et le royaume de Tsort, à rencontrer le Créateur au début des Temps et se retrouver en enfer.
- Les Tribulations d'un mage en Aurient : il est envoyé par magie dans l'empire agatéen sur le continent Contrepoids.
- Le Dernier Continent : coincé à XXXX, le continent de légende, il cherche à rentrer chez lui. Il sauve le monde en permettant le retour de La Mouille.
- Le Dernier Héros : il va dans l'espace, visite la Lune et Dunmanifestine, le domaine des Dieux. Encore une fois, il sauve le monde.
- Allez les mages ! : rôle mineur. De retour à l'Université de l'Invisible où il est devenu professeur de géographie insolite et cruelle, il est incorporé dans l'équipe de football.

## Création du personnage
Terry Pratchett se rend compte après la publication de plusieurs tomes qu'il a directement pris son nom au personnage Churm Rincewind de Beachcomber, dont il lisait tous les articles pendant son adolescence.

## Autres médias
- Il est également le personnage principal des deux premiers jeux vidéo PC du Disque-monde : Discworld et Discworld II : Mortellement vôtre !. Dans la version originale, il est doublé par Eric Idle et dans la version française par Roger Carel.
- En 2008, ce personnage est incarné par David Jason, dans l'adaptation en téléfilm Discworld réalisé par Vadim Jean.